# Ian Kelsey
Ian Kelsey (York, 17 december 1966) is een Engelse televisieacteur.
Zijn eerste bekende rol was die van Narmco Clerk in 1993 in de televisie-miniserie Wild Justice. Daarna speelde hij Dave Glover in Emmerdale,  had een rol in de serie Men Behaving Badly en trad op in het BBC 1-drama Down To Earth als Matt Brewer  gedurende 2003 en 2004.
Liam Taylor was zijn volgende rol in de thriller Murder in Mind. Hij speelde ook als DI Richard Mayne in de detectiveserie Blue Murder. In 2006 had Kelsey een rol in het BBC1-drama Hotel Babylon en was ook te zien in het ITV1-drama Where the Heart Is. Eind 2006 begon hij aan een toneelrol in het stuk Chicago in het Londense West End.
Hij is getrouwd met Mia Michaels en zij hebben een dochter, Leila.